# Виявлення сонливості водія

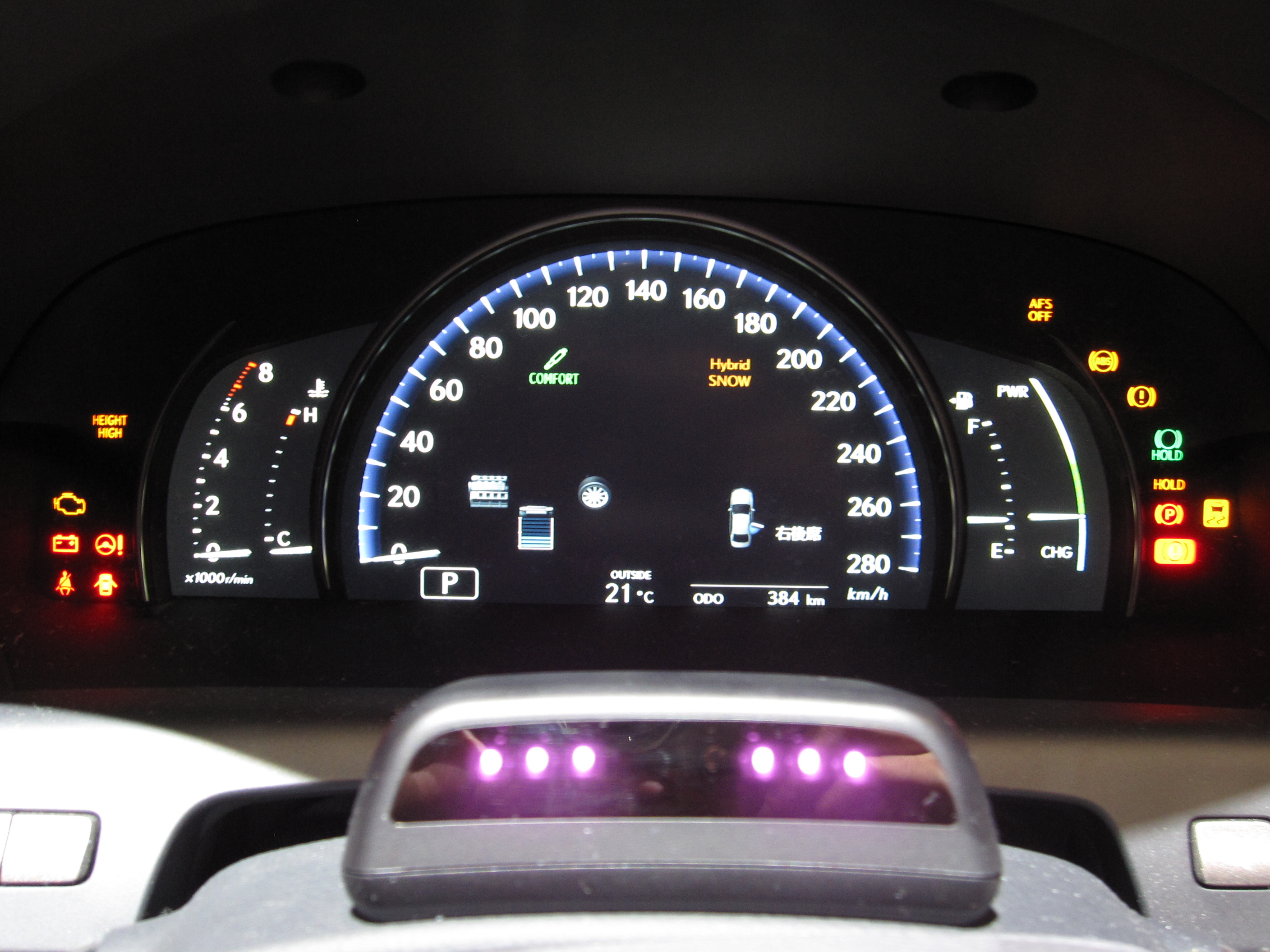
2010 Система моніторингу водія

Виявлення сонливості водія — технологія безпеки автомобіля, яка допомагає запобігти аваріям з причин сонливості водія. Різні дослідження показали, що близько 20 % усіх дорожньо-транспортних пригод пов'язані зі втомою, а на деяких дорогах — до 50 %. 
Деякі з існуючих систем вивчають шаблони поведінки водія і можуть визначати, коли він стає сонним.

## Технології

### Моніторинг моделі рульового управління
В основному використовується рульове управління від системи рульового управління з електропідсилювачем. Такий спосіб спостереження за водієм працює тільки до тих пір, поки водій дійсно активно управляє транспортним засобом, а не за допомогою автоматичної системи утримання смуги руху.

### Положення автомобіля у смузі руху
Використовує камеру спостереження за смугою руху. Такий спосіб спостереження за водієм аналогічно є ефективним лише за умови, коли водій активно керує транспортним засобом, без допомоги автоматичної системи утримання смуги руху.

### Контроль очей / обличчя водія
Використовує комп'ютерний зір для спостереження за особою водія за допомогою вбудованої відеокамери  або відеокамер на мобільних пристроях.

### Фізіологічні вимірювання
Потрібні датчики на тілі для вимірювання таких параметрів, як активність мозку, частота серцевих скорочень, провідність шкіри, м'язова активність.